# Lotta Svärd
Lotta Svärd var en frivillig finsk paramilitær organisation for kvinder. Navnet stammer fra et digt af Johan Ludvig Runeberg. Digtet optræder i det kendte værk Fänrik Ståls sägner og handler om en fiktiv kvinde ved navn Lotta Svärd. Ifølge digtet drog en finsk soldat Svärd af sted for at kæmpe i den Finske krig og tog sin kone Lotta med. Soldat Svärd blev dræbt under slaget, men hans kone blev på slagmarken og plejede de sårede soldater. Navnet blev først nævnt af marskal Mannerheim under en tale, som blev holdt den 16. maj 1918.

## Historie
Under den finske borgerkrig var organisationen tilsknyttet de hvide garder. Efter krigen blev Lotta Svärd grundlagt som en særskilt organisation den 9. september 1920. Den første organisation der brugte navnet Lotta Svärd menes at være Lotta Svärd i Riihimäki, som blev grundlagt den 11. november 1918.
Organisationen voksede i 1920'erne og havde 60.000 medlemmer i 1930. I 1944 havde den 242.000 frivillige, den største frivillige hjælpestyrke i verden, samtidig med at det finske befolkningstal var under 4 millioner. Under Vinterkrigen blev ca. 100.000 frigjort til militærtjeneste ved at deres arbejde blev overtaget af "Lotter". Lotterne arbejdede i hospitaler på luftmeldeposster og andre militære støtteopgaver. Lotterne var imidlertid officielt ubevæbnede. Den eneste undtagelse var et frivilligt anti-luftskytsbatteri i Helsinki i sommeren 1944, som var bemandet med Lotter. Batteriet betjente søgelys. Enheden fik udleveret rifler til selvforsvar, og blev derved den eneste bevæbnede kvindelige enhed i det finske forsvars historie.

## Efter 2. verdenskrig
Efter det finske nederlag i Fortsættelseskrigen krævede Sovjetunionen at alle organisationer, som de anså for paramilitære, fascistiske eller halv-fascistiske blev opløst. Lotta Svärd organisationen var en af de som blev opløst. Det skete den 23. november 1944. En ny organisation med betegnelsen Suomen Naisten Huoltosäätiö (Finske kvinders støtteorganisation) blev imidlertid oprettet, og den overtog en stor del af dens bygninger og udstyr. Den organisation findes stadig under navnet Lotta Svärd Säätiö (Lotta Svärd organisationen).
Siden 4. januar 1995 har kvinder i alderen 18 til 29 haft ret til at ansøge om frivillig militærtjeneste i det finske forsvar og kan søge ind i alle tjenestegrene, og de optages hvis de opfylder de fysiske mindstekrav.
Den finske Lotta Svärd organisation har inspireret til tilsvarende organisationer i andre lande, og der er stadig en Lotta Svärd organisation i Sverige (Lottorna) og Norge (Norges Lotteforbund) mens det danske Lottekorps siden 1989 har været en del af hjemmeværnet.

## På film
Den finske film Lupaus ("Løfte") fra 2005 beskriver de besværligheder en gruppe finske Lotter kæmper med under 2. verdenskrig.